# Lepthercus dregei
Espèce
Lepthercus dregei est une espèce d'araignées mygalomorphes de la famille des Entypesidae.

## Distribution
Cette espèce est endémique du Cap-Oriental en Afrique du Sud,. Elle se rencontre vers Alexandria et Asante Sana.

## Description
Le mâle holotype mesure 9,5 mm.
Le mâle décrit par Ríos-Tamayo et Lyle en 2020 mesure 10,01 mm et la femelle 10,77 mm.

## Étymologie
Cette espèce est nommée en l'honneur de J. L. Drège.

## Publication originale
- Purcell, 1902 : New South African trap-door spiders of the family Ctenizidae in the collection of the South African Museum. Transactions of the South African Philosophical Society, vol. 11, p. 348-382 (texte intégral).